# Leena Hämet-Ahti
Raija-Leena Hämet-Ahti, född 3 januari 1931 i Kuusamo, är en finländsk botaniker. Hon är gift med Teuvo Ahti.
Hämet-Ahti blev filosofie doktor 1963, var docent i botanik vid Helsingfors universitet 1966–1974 och biträdande professor i systematik och ekologi där 1974–1994. Hon har bedrivit forskning om norra halvklotets bioklimatiska vegetationsbälten, främst beträffande Nordens klimat och liknande klimat på andra platser. Hon har även studerat västra Nordamerikas skogsgränsängar, vegetationen i Ostasien, särskilt Japan, samt sydbokskogarna i Sydamerika, Australien och på Nya Zeeland. Inom växtsystematiken har hon främst ägnat sig åt tågväxter och frylesläktet. Hon är medförfattare till denna växtfamilj i Species Plantarum: Flora of the World, band 6–8.  Hon har varit medarbetare i två grundläggande finska floror samt i boken Maarianheinä, mesimarja ja timotei (1986), vilken tilldelades statens publikationspris för popularisering av vetenskap 1987. Hon har även tilldelats Finska kulturfondens pris 1990 för befrämjande av floristiken och växtgeografin i Finland och författare till årets vetenskapsbok. och Grafias hedersomnämnande 2002 för boken Raunioyrtti ja muita kasveja Elias Lönnrothin Lammin talolla.
Sedan 1991 är hon ledamot av Finska Vetenskapsakademien.